# IABG

Geschäftsführung und Aufsichtsrat der IABG am 16. April 1964. Von links: Albert Wahl, Helmuth Sachse, Theodor Benecke, Theodor Schultes, Herbert Köppel (Vorsitzender), Ludwig Heigl, Hans Pasche, Klaus Kopfermann, Max Mayer, Gerhard Ritter, Fritz Troll.

Die IABG (Industrieanlagen-Betriebsgesellschaft mbH) ist ein deutsches Analyse- und Testdienstleistungs-Unternehmen mit Sitz in Ottobrunn bei München. Schwerpunktmäßig ist das Unternehmen für die Auto-, Luft- und Raumfahrtindustrie sowie Verteidigung und Sicherheit tätig.

## Geschichte
Am 7. Februar 1961 trafen sich Vertreter des Bundesverteidigungsministeriums und der Industrieverwaltungsgesellschaft (IVG) in Bonn, um die Gründung einer Gesellschaft zum Betrieb eines Anlagenzentrums zu beschließen. Im März 1961 stimmte Bundesverteidigungsminister Franz Josef Strauß der Gründung zu, worauf am 1. Juni 1961 das neue Unternehmen schließlich seine Tätigkeit aufnahm. Zum technischen Geschäftsführer wurde Klaus Kopfermann bestellt. Kopfermann, ein Enkel des Luftfahrtpioniers Otto Lilienthal, war zuvor bei der Bölkow Entwicklungen KG leitend tätig. Als von der Bundesrepublik Deutschland finanziertes Test- und Analysezentrum sollte die IABG als industrieunabhängiges Unternehmen der gesamten deutschen Luftfahrtindustrie zur Verfügung stehen.
Ein frühes großes Projekt war 1973 der Gesamtzellen-Ermüdungsversuch am ersten Airbusmodell, dem Airbus A300. 1992 begannen Großversuche an der europäischen Ariane-5-Rakete. 1993 wurde das Unternehmen privatisiert und wird heute von seinen Eigentümern geführt. Zu den bekanntesten Projekten gehören die Gesamtzellen-Ermüdungsversuche am Airbus A380 und am A400M, die die IABG von 2004 bis 2012 bzw. 2011 bis 2014 am Standort Dresden durchführte. 2019 beschäftigte die IABG rund 1.000 Mitarbeiter an 12 deutschen und internationalen Standorten bei einem Gesamtumsatz von 215,4 Mio. Euro.
Am 22. September 2006 kam es auf der Transrapid-Versuchsanlage Emsland zu einem schweren Unfall mit 23 Todesopfern. Die IABG musste sich in ihrer Rolle als Transrapid-Betreibergesellschaft für diesen Vorfall verantworten. Die Unfallursache war menschliches Versagen.
2014 wurde durch die von Edward Snowden entwendeten Geheimdokumente bekannt, dass der britische Geheimdienst GCHQ versucht hat, eine Satelliten-Bodenstation der IABG zu hacken.

## Geschäftsfelder

IABG-Hauptsitz Ottobrunn

### Automotive
Im Geschäftsfeld Automotive bietet das Unternehmen Test- und Entwicklungsdienstleistungen für Automobilhersteller und -zulieferer an. Hierfür betreibt die IABG ein nach gängigen Normen akkreditiertes Erprobungszentrum. Zum Portfolio gehören auch die Entwicklung und der Bau von Prüfständen.

### InfoKom
Das Geschäftsfeld InfoKom wurde 1989 geschaffen. Die IABG plant, integriert und betreibt komplexe IT- und Kommunikationssysteme bis zur Einführung und begleitet deren Lebenszyklus. Zum Dienstleistungsangebot gehören Sicherheitskonzepte und Kostenmodelle zur Optimierung der Sicherheit und Wirtschaftlichkeit von IT-Systemen.
Das Unternehmen war vor seiner Privatisierung unter anderem an der Ausarbeitung dreier ehemaliger deutscher Standardwerke zur IT-Sicherheit beteiligt. Namentlich sind das die IT-Sicherheitskriterien (ITSK), das IT-Evaluationshandbuch (ITEHB) und das IT-Sicherheitshandbuch (ITSHB). Die Werke erschienen 1989, 1990 und 1992. Zu den Nachfolgern dieser Werke gehören die Common Criteria (1996 veröffentlicht) und das 1994 erschienene IT-Grundschutzhandbuch.

### Mobilität, Energie & Umwelt
Im Geschäftsfeld Mobilität führt das Unternehmen Versuche zur Fahrzeug- und Verkehrstechnik, Fahrdynamik, Fahrkomfort und Antrieb durch. Zum Portfolio gehören Berechnungen zu Festigkeit, Dynamik und Akustik sowie Strukturversuche an Gesamtstrukturen und Komponenten. Überdies untersucht die IABG die Möglichkeiten der Übertragung der Magnetbahntechnik auf Anwendungen für den Individualverkehr.
Im Geschäftsfeld Energie werden Lösungen für Elektromobilität und die Energiewende angeboten. Die Schwerpunkte liegen hier auf dem Rückbau von Kernkraftwerken und der Nachrüstung kerntechnischer Anlagen sowie der Qualifizierung und dem Engineering von Windenergieanlagen.
Im Geschäftsfeld Umwelt konzentriert sich das Unternehmen auf die Schwerpunkte Geodaten und Umweltengineering. In ihrer Geodaten-Factory am Standort Dresden ermittelt und interpretiert die IABG raumbezogene Daten, z. B. für die Vermessung von Überschwemmungsgebieten, die Mobilfunkplanung oder für Kommunale Kataster.

### Luftfahrt

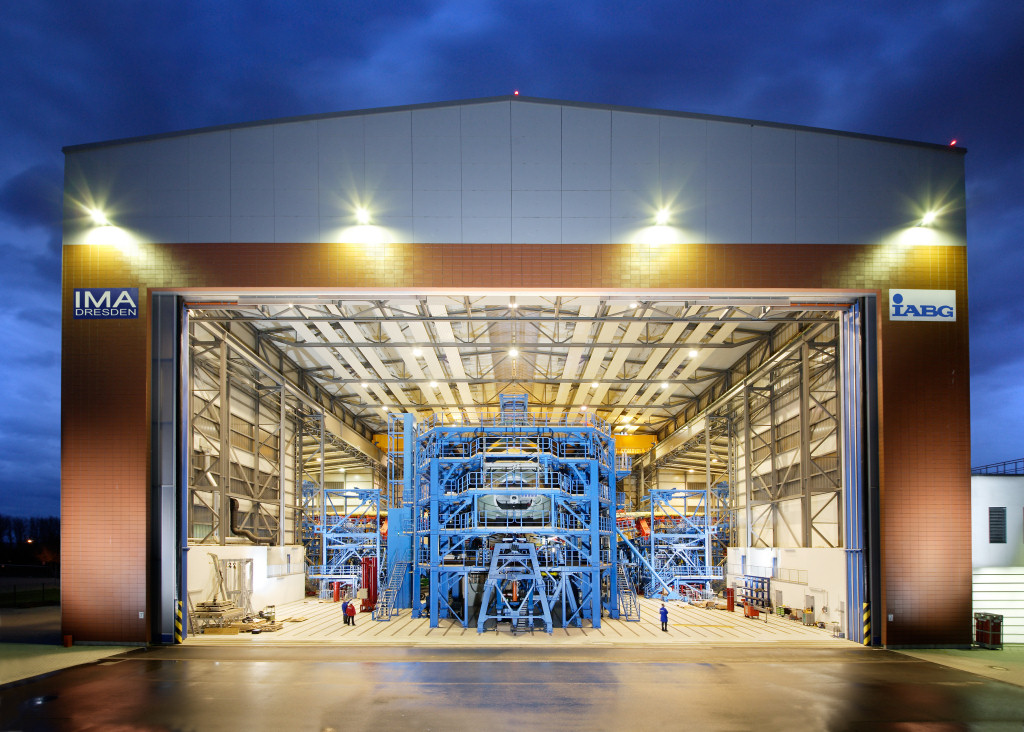
Versuchsaufbau Airbus A380 der IABG zusammen mit der IMA Dresden

Das Unternehmen testet Flugzeuge und einzelne Baugruppen auf ihre Festigkeit und Lebensdauer. Dazu gehören Lebensdauer- und Sicherheitsanalysen, Versuchskonzepte und -programme, Testsimulation, statische Belastungsversuche, Betriebsfestigkeitstests an Gesamtzellen und Teilstrukturen, Werkstoffprüfung und die zerstörungsfreie Prüfung. Wichtige Projekte waren der Struktur-Ermüdungsversuch am Airbus A380 (2005–2012) und der Struktur-Ermüdungsversuch des Militärtransporters Airbus A400M (2011–2014) in Dresden, die Lebensdauerverlängerungstests an der A320 sowie die Struktur-Ermüdungsversuche an der A350 XWB in Ottobrunn. In jüngsten Projekten führte die IABG in Dresden Ermüdungsversuche an der Bombardier C-Series sowie am Pilatus PC-24 durch.

### Raumfahrt
Das Unternehmen führt in seinem von der ESA koordinierten Raumfahrtzentrum Qualifikationstests an Trägerraketen wie der Ariane 5 Oberstufe und Vega, an Satelliten wie SWARM, LISA Pathfinder und Sentinel-2A sowie anderen Raumfahrtprojekten, wie dem Solar Orbiter, durch. Dazu gehören mechanische, thermische und akustische Tests, die Bestimmung der Masseeigenschaften sowie Unterstützungsleistungen im Bereich Engineering und Qualitätsmanagement.

### Verteidigung & Sicherheit
Im Geschäftsfeld Verteidigung & Sicherheit unterstützt das Unternehmen Streitkräfte und ihre Beschaffungsvorhaben. Hierzu gehören Lösungen für Schutz- und Sicherheitsfragen, für Prävention und Reaktion gegen Gefahren wie Cyber-Terrorismus und Angriffe auf kritische Infrastrukturen.
Zudem besitzt das Planungsamt der Bundeswehr eine Außenstelle in den Gebäuden der IABG in Taufkirchen. Die Leitung der Dienststelle hatte von 2014 bis 2017 Oberst i. G. Sönke Marahrens inne.

## Besitzverhältnisse
Mit Wirkung zum 1. Januar 2010 bilden die SCHWARZ Holding GmbH (87,4 % des Stammkapitals) gemeinsam mit der IABG Mitarbeiterbeteiligungs AG (MBAG, 12,6 % des Stammkapitals) den Gesellschafterkreis der IABG.

## Beteiligungen

### Aktiv

#### Am eigenen Standort
- IABG Grundbesitz GmbH, Ottobrunn
- IABG Innovationen GmbH, Ottobrunn
- IABG Teleport GmbH, Ottobrunn[5]

#### Außerhalb des HQ
- Iabg Polska sp. z o.o., Warschau (POL)[6]
- INTIS GmbH, Hamburg

### Andere
- Alawe Vermietungs GmbH & Co KG, Wiesbaden
- BIGS gGmbH, Potsdam
- B.I.M. GmbH, Ottobrunn (Leipzig)
- IFB GmbH, Berlin
- MEADS LLC, Huntsville (USA)

### Mit Airbus
- European Test Services B.V. (ETS), Noordwijk (NLD)[7]

### Ehemalige

#### Hauptgesellschafter
- Acentiss GmbH, Ottobrunn
- Vites GmbH, Ottobrunn

## Niederlassungen
Laut Standortkarte existieren 11 Standorte in Deutschland und eine in den Niederlanden.

### Inland
- Ottobrunn (HQ)
- Berlin
- Bonn
- Bruchsal bei Karlsruhe (BW)
- Dresden (SN)
- Hamburg
- Koblenz
- Lathen (NI)
- Lichtenau (NW)
- Weßling / Oberpfaffenhofen (BY)

#### Ehemalige Standorte
- Erding
- Hannover
- Köln-Wahn
- Leipzig
- Meppen
- Trier

### Ausland
- Noordwijk (NLD)
- Wayne (USA)

## Kompetenzcenter
- Geospatial Solutions
- InfoKom

## Referenzen
- Rhebo 2019[9]
- RVK 2021[10]